# アウトレットモール・リズム
アウトレットモール・リズム（OUTLET MALL RISM）は、かつて埼玉県ふじみ野市に存在した、アウトレット商品を中心とした日本初のアウトレットモール。

## 概要
株式会社スター・プロパティーズが開発・運営会社となって、1993年11月に、日本初のアウトレットモールとして華々しくオープン。マスメディアから大きく取り上げられたため、オープン当初は、休日ともなれば周辺の道路が渋滞するほどの盛況ぶりであった。
しかし、2000年頃から、各地に大型アウトレットモールが次々とオープンすると、客足が減りはじめ、有力テナントが撤退。そのために、さらに客足を減らすという状況に陥った。それでも食品売場があったため、近隣住民が日々の買い物に訪れる光景は見られたが、2009年3月29日に食品売場も閉鎖された。2011年6月30日をもって、タワー館以外改装のため閉店した。
2011年12月に、信託受託会社である三菱UFJ信託銀行から、イオンモールがプロパティマネージャーとして、株式会社エス・オー・ダブリュー（S.O.W.）がアセットマネージャーとして、リニューアル業務を受託した。改装工事を行い、2012年6月29日に、新たなショッピングセンター「SHOPPING CENTER SOYOCA FUJIMINO」（ショッピングセンター ソヨカふじみ野）として、リニューアルオープンされた。改装後の施設には、食品スーパーのクイーンズ伊勢丹が出店された。（約1500平方メートル）。なお、ソヨカふじみ野にはアウトレット店舗は設けられないため、アウトレットモールではなくなる。

## 歴史
- 1993年11月12日 - 開店。運営及び管理はスター・プロパティーズ。
  - 1993年11月15日 - ふじみ野駅開業
- 2011年6月30日 - タワー館以外改装のため閉店。

## 交通アクセス
- 東武東上線 ふじみ野駅西口 徒歩4分
- 川越街道（R254）からは東入間警察入口交差点を東上線側へ入って700m程先（大井陸橋手前）を右折

## 施設
タワー館以外2011年6月30日までに閉店
B1
- 閉鎖中（食品売場跡、現：ソヨカふじみ野（ロピア））

1F
- 閉鎖中（アウトレットモール跡、現：トナリエ ふじみ野）

2F
- 閉鎖中（アウトレットモール跡、現：トナリエ ふじみ野）

タワー館
- -Total Fitness Club- わらわら
- NPOプラザふじみ野
- リズムクリニック
- リズムデンタルクリニック

など（店舗・サービスの内容が変更される場合があるので公式ウェブサイトで確認のこと）

## 周辺施設
- ふじみ野フットサルクラブ
- イオン大井
- セイコーモータースクール
- 埼玉りそな銀行 ふじみ野支店
- SMBC ふじみ野コンサルティングオフィス
- 武蔵野銀行 ふじみ野支店
- みずほ銀行 ふじみ野出張所
- 埼玉縣信用金庫 ふじみ野支店
- 川口信用金庫 ふじみ野支店

### リズム周辺の公園
- 西ノ原中央公園
- 東原親水公園
- 東久保中央公園
- ふじみ野西公園
- 苗間西公園
- 市沢公園

など